# Усов, Вадим Сергеевич
Вадим Сергеевич Усов (2 июня 1925, Минск — 31 мая 2005, Тула) — советский государственный и хозяйственный деятель, Герой Социалистического Труда.

## Биография
Родился 2 июня 1925 года в Минске. Происходил из семьи русских интеллигентов. Свой трудовой путь начал в военном 1942 году на одном из оборонных предприятий города Орска. Через год перебрался в Тулу, где стал трудиться на таком же оборонном предприятии. А потом была учёба в Тульском механическом институте, где будущий руководитель получил знания конструктора и технолога.
Потом Усов работал в НИИ «Сплав». Он показал себя отличным инженером, активно включился в жизнь коллектива. А далее — последовательное движение вверх по общественной линии: секретарь партбюро НИИ, секретарь Пролетарского райкома КПСС, второй секретарь Тульского горкома партии, заведующий промышленным отделом обкома КПСС, депутат городского и областного Советов народных депутатов.
Справляясь с возложенными задачами, ни на минуту не забывал о своем инженерном образовании — был в курсе научных достижений в сфере машиностроения и металлообработки, ориентировался в обстановке на тульских заводах, наладил личные контакты с огромным числом руководителей и технических специалистов. Он демонстрировал умение организовывать людей на решение самых сложных задач, искал и находил решения возникающих проблем…
«Инженерное» начало победило. Приглашали на работу в Москву, в ЦК КПСС. Отказался, стал главным инженером на Тульском машиностроительном заводе, затем возглавил Тульский НИИ Министерства машиностроения. Вскоре этот коллектив стал одним из лучших в стране, его разработки были хорошо известны специалистам-оборонщикам.
В. С. Усов был одним из выдающихся руководителей промышленных предприятий России. За период его работы на заводе освоены и выпущены унифицированные системы малокалиберного артиллерийского вооружения, морской ракетно-артиллерийский комплекс, противотанковые управляемые снаряды, превосходящие по своим тактико-техническим данным все аналогичные образцы зарубежного производств.
Почётный гражданин города-героя Тулы.
- 1949—1957 работал в НИИ «Сплав»: мастером, инженер, старший инженер, секретарь парткома.
- 1957—1961 на Тульском комбайновом заводе: начальник цеха, затем — заместитель главного инженера.
- 1961—1963 второй секретарь Тульского Горкома КПСС, затем заведующий оборонным отделом Тульского Обкома КПСС.
- 1963—1970 главный инженер Тульского машиностроительного завода.
- 1970—1977 директор ТНИТИ.
- 1977—1991 директор Тульского машиностроительного завода им. Рябикова,
- с 1991 по 2002 г. — генеральный директор ОАО АК «Туламашзавод».

Умер 31 мая 2005 года. Похоронен в Туле.

## Награды
- Герой Социалистического Труда.
- Орден Ленина.
- Орден Трудового Красного Знамени.
- Орден «За заслуги перед Отечеством» 3 степени
- Орден «За заслуги перед Отечеством» 4 степени
- Почётный гражданин города-героя Тулы.